# Península Iugòrski
La península Iugòrski o península del Iugor (en rus: Югорский полуостров, Iugorski Poluostrov) és una gran península del districte autònom de Nenètsia, a Rússia. Es troba limitada per la badia de Khaipudir al mar de Petxora a l'oest i per la badia de Baidaratsk al mar de Kara al nord i a l'est.
En comparació amb el mar de Barentsz, que rep corrents relativament càlides procedents de l'oceà Atlàntic, el mar de Kara és molt més fred, romanent congelat durant més de nou mesos a l'any. Així, durant la primavera i la tardor, la costa oriental de la península de Iugòrski roman sovint congelada, mentre que la seva costa occidental roman lliure de gel.
L'estret de Iugor i, més enllà d'ell, l'illa Vaigatx estan ubicades a l'extrem nord-oest d'aquesta península. La serralada de Pai-Khoi ocupa la península, estenent-se de nord-oest a sud-est.
A l'extrem sud-est de la península de Iugòrski s'hi troba el cràter del meteorit Kara, mentre que el cràter d'Ust-Kara es troba a la costa, a 15 km a l'est de la petita entrada de Kara o Kàrskaia Guba. Antigament es creia que aquests dos cràters eren separats i formaven una estructura d'impacte doble provocada per un meteorit de gran escala caigut a finals del Cretaci. Tanmateix, sembla que el cràter d'Ust-Kara no existeix separadament com a tal sinó que constitueix només una part de l'estructura d'impacte del meteorit Kara. (Hodge 1994 i NASA 1988)
Fortament erosionat, el cràter de Kara actualment fa 65 quilòmetres de diàmetre, tot i que es creu que originàriament era de 120 quilòmetres. La seva edat s'estima en uns 70,3 ± 2,2 milions d'anys.

## Clima
La península té un clima subàrtic amb una mitjana de 7 mesos d'hivern a l'any i estius curts i frescos. La temperatura mitjana oscil·la entre -20 °C al gener i +7 °C al juliol. La mitjana anual de precipitació és de 300 mm. A causa dels corrents oceànics càlids que arriben al mar des de l'oceà Atlàntic, el mar de Barentsz és relativament més càlid que el mar de Kara, que sol estar congelat durant una mitjana de 9 mesos a l'any. Com a resultat, la part oriental de la península de Iugor sovint es congela a la primavera i la tardor, mentre que la costa occidental està lliure de gel.